# Stabławki
Stabławki (en alemán: Stablack) es un pueblo en el distrito administrativo de Gmina Górowo Iławeckie, dentro del condado de Bartoszyce, Voivodato de Varmia y Masuria, al norte de Polonia, cerca de la frontera con el Óblast de Kaliningrado de Rusia.
Antes de 1945 la zona fue parte de Alemania (Prusia Oriental).